# Juan de Herrera (República Dominicana)
Juan de Herrera es un municipio de la República Dominicana, que está situado en la provincia de San Juan.

## Límites
El municipio es un enclave situado cerca, y al norte, de la común cabecera de la provincia de San Juan:
|                 | Norte: San Juan |                |
| Oeste: San Juan |                 | Este: San Juan |
|                 | Sur: San Juan   |                |

## Distritos municipales
Está formado por los distritos municipales de:
| Nombre          | Código   |
| --------------- | -------- |
| Juan de Herrera | 07220401 |
| Jínova          | 07220402 |

## Demografía
La población total con la que cuenta el municipio de Juan de Herrera es de 17, 279 habitantes, con una clasificación de un 12 583 en las zonas rural y 4695 habitantes en la zona urbana de 27.3%; para un porcentaje provincial de 6.8% de los habitantes de la misma.

## Historia
La comunidad de Juan de Herrera tuvo su origen en los años 1700 con la llegada de un señor de origen español del mismo nombre. Este señor habitó por primera vez en el paraje que hoy se hace llamar “Las Ovejas” y se dedicaba a la crianza de vacunos, bovinos y caprinos.
Durante sus primeros ocho años de existencia no había allí más de diez familias. Posteriormente llegan a la comunidad unos comerciantes españoles que establecen varios negocios en la comunidad, así como gente venida desde San Juan de la Maguana. 
El primer mercado surgió en los años 20; en esa misma década se inició la construcción del primer canal de riego Juan de Herrera - Jinova, que comenzó a funcionar en 1925.
El 16 de octubre de 1946, se realizaron los primeros trabajos de topografía y trazado de las calles, con lo que se obtuvo la formal fundación de la población, alcanzado la categoría de sección, un año se hizo la ubicación de las casas.
En las siguientes décadas, paulatinamente, el municipio se dotaría de las infraestructuras necesarias para su normal funcionamiento: escuelas, abastecimiento de aguas, cuartel de la policía, iglesia, cuerpo de bomberos, dispensario médico, etc.
A principios de los 80 la comunidad pasaría a ser distrito municipal.
El 10 de junio de 1992, Juan de Herrera fue elevado a la categoría de Municipio, mediante la Ley n.º 18 – 92.

## Educación
La educación se inicia en Juan de Herrera casi desde su creación a principios de siglo; ya para el 1921, Juan de Herrera contaba con una escuela.

## Economía
La principal fuente de ingresos que posee este municipio es la agricultura, así como varias empresas y sectores:
- Área Educativa
- Comercio (el más importante)
- Industrial II
- Servicios
- Transportes
- Turismo

## Cultura
- Academia de Música Oficial de Juan de Herrera.
- Grupo Folclórico Caonabo.
- Batton Ballet.
- Carne de marina.
- Escuela.